# Il terzo occhio (film 1966)
Il terzo occhio è un film del 1966 diretto da Mino Guerrini.

## Trama
Il giovane conte Mino vive con la madre e la cameriera gelosa Martha in un castello in campagna. Pochi giorni prima del matrimonio con la bella Laura, questa muore in un incidente d'auto e poco dopo la madre viene uccisa. Mino perde sempre di più la testa e successivamente uccide alcune giovani ragazze. Marta lo ama e copre le sue azioni. Un giorno, però, la sorella più  giovane di Laura, Daniela, giunge al castello. La follia di Mino aumenta ulteriormente.

## Produzione
Il soggetto del film è del produttore Ermanno Donati, che è accreditato con il nome Phil Young. I crediti della pellicola riportano che la trama è basata sul famoso assassino seriale francese Gilles de Rais, ma questo è immaginario. Il film è entrato in produzione nel giugno 1965. È stato girato a Villa Parisi, in provincia di Roma.

### Colonna sonora
Il main title della pellicola è lo stesso di Lo spettro, diretto da Riccardo Freda nel 1963, e la cui colonna sonora era composta da Francesco De Masi.

## Distribuzione
Il terzo occhio ha riscontrato problemi con la censura italiana all'epoca della sua uscita. Il 28 febbraio 1966 il film è stato respinto in quanto ritenuto "contrario alla morale pubblica". La censura ha anche osservato che "oltre a diverse scene di nudo femminile quasi integrale e rapporti eccessivamente espliciti, il film presenta episodi di necrofilia, primi piani di scene orribili con sangue e violenza brutale, presentate con vero sadismo e un'insistenza prolungata che trasmette senso di compiacimento da parte dei produttori". La pellicola è stata successivamente distribuita nei cinema italiani dalla Medusa Film l'11 giugno 1966. Il film ha incassato complessivamente 72 milioni di lire a livello nazionale.